# Географија Новог Зеланда

## Географија

### Рељеф
Нови Зеланд се налази на додиру пацифичке и индоаустралијске литосферне плоче, што је довело до настанка формирања планинског венца Јужних Алпа и вулкана на Северном острву. Јужни Алпи су дугачки више од 500 км и изграђени су од палеозојских метаморфних стена на северозападу и тријаских и јурских седиментних стена на југоистоку. На југозападу се Јужни Алпи стрмо издижу изнад обале, која је рашчлањена фјордовима. Најпознатији фјорд је Милфорд Саунд, који се увлачи 15 км дубоко у унутрашњост, а са обе стране залива се издижу 1.200 м високе планине. Даутфул Саунд је још већи. На његовим стрмим литицама се у кишној сезони ствара више стотина водопада. У средишњем делу планинског венца се налази највиши врх Маунт Кук (3764 м), са кога се спушта Тасманов ледник на источној страни и Хукеров на западној. Маори га зову Аоранги (Пробијач облака). Осим овог, на венцу се налази још 16 врхова са преко 3000 м висине, од којих су највећи Маунт Тасман (3.498 м), Маунт Дампијер (3.440 м), Маунт Силберхорн (3.279 м) и Маунт Ленденфелд (3.201 м). Према североистоку се Јужни Алпи снижавају и деле на ниже планине. На западној страни Јужног острва се налази уска обална низија, а на источној низија Кентербери (240 км дугачка и 70 км широка), изграђена од наноса које доносе планинске реке. У вишим деловима су слабије плодни шљунковити наноси обрасли травом, а у нижим деловима плоднији, пешчани и глинени наноси. Острво Стјуарт, на југу, раздвојено је од Јужног острва Фовеовим пролазом (24 км широк). Оно је веома разуђено, а највиши врх има 979 м (Маунт Англем). Куков пролаз (23 км широк), који раздваја Јужно од Северног острва, настао је попречним раседом тек у плиоцену. У југоистоичном делу Северног острва, дуж обале, све до Источног рта, настављају се младе веначне планине с Јужног острва.
Средишњи део Северног острва заузима 1000 м висока вулканска висораван са живим вулканима, гејзирима, блатним вулканима и топлим изворима, која се назива Таупо вулканска зона (300 км дугачка и 50 км широка). У јужном делу те области је активни вулкан Руапеху (2797 м), највиша планина Северног острва. Последњу ерупцију је имао 1996. год, а пре тога 1946. године. Изграђен је углавном од андезита. Његова три највиша врха су Тахуранги, Те Хеухеу и Парететаитонга, између којих се налази дубоки кратер с језером. На обронцима планине се налази неколико мањих ледника. Са висоравни се такође издижу активни вулкани Тонгариру (1.981 м), Нгаурухое (2.291 м), Таравера (огромна ерупција 1886. године) и Роторуа калдера. У средишту острва је вулканско језеро Таупо. Према северу и западу, узвишење прелази у нижа побрђа са угашеним вулканима, као што је Маунт Агмонт (2.519 м) на крајњем северозападу. Острва Кермадек се налазе 800 км североисточно од Северног острва. То су вулканска острва, настала на месту где се Пацифичка плоча подвлачи под Индоаустралијску, створивши 8 км дубок јарак источно од острва. На острву Раул је истоимени активни вулкан (516 м), највиша тачка архипелага.

### Клима
У северном делу Северног острва је заступљена суптропска клима са благим зимама и топлим летима. Годишње падне 1.200 мм падавина равномерно распоређених током читаве године. Остали делови Новог Зеланда имају умерено топлу океанску климу, која на крајњем југу прелази у субполарну. На климу Новог Зеланда значајно утичу океански ветрови који дувају са запада на исток. На западној страни Јужног острва, која је изложена ветровима, годишња количина падавина креће се од 2.000 до 7.500 мм. Пошто ветрови са запада наилазе на баријеру коју представљају Јужни Алпи, источна страна острва има мање падавина – 500 до 900 мм. У северним и централним деловима острва, више падавина има током лета, док је у јужним зима влажнија. Просечне годишње температуре се крећу од 10 степени на југу до 16 на северу. Мала је амплитуда између зимских и летњих температура, осим на истоку и унутрашњости, где достиже 14 степени. Снег пада само у планинским областима, док је мраз чест у долинама у унутрашњости острва.

### Хидрографија
Пошто је на Новом Зеланду доминантна планинска област, то је утицало на појаву великог броја краћих, брзих и опасних река. На Северном острву се реке радијално разилазе са централне висоравни. Ваикато (425 км) је најдужа новозеландска река. Истиче из језера Таупо, ствара Хука водопаде и тече према северозападу, уливајући се у Тасманово море. Њеним почетком се може сматрати и река Тонгариро, која се спушта с планине Руапеху и улива у језеро Таупо. Ваикато у доњем току ствара бројна језера и лагуне. Вангауи (290 км) извире на западној страни планине Нгаурухое и тече према југозападу уливајући се Куков пролаз.
На западној страни Јужног острва су реке кратке и стрме, а понекад формирају и водопаде. Такав је Бовенов водопад у фјорду Милфорд Саунд, висок 154 м и Браун (600 м) у Даутфул Саунду. На источној страни Јужног острва су реке дуже. Обично извиру из глацијалних језера у подножју највиших врхова и теку према југоистоку уливајући се у Тихи океан. Клута (340 км) је најдужа река Јужног острва. Извире из језера Ванака, прима притоке Помахака, Линдис и Манухерикија и тече према југоистоку кроз уски пролаз. Има два ушћа, пошто се 16 км пре уласка у Пацифик рачва на две реке, између којих се налази острво Клута. Веће реке су још Ракаија, Рангитата и Вајтаки, које протичу кроз низију Кентербери.
Највеће природно језеро је Таупо, а налази се на вулканској висоравни, у средишту Северног острва. Смештено је у остацима неколико вулканских кратера. Површина му је 606 km², дубина 159 м, а налази се на висини од 357 м изнад нивоа мора. На Јужном острву је највеће језеро Те Анау, површине 344 km², дубине 276 м и висине 209 м. Притоке су му Клинтон и Еглинтон, а отока Ваијау. То је глацијално језеро, као и Вакатипу, Ванака и Хавеа.
На Јужним Алпима има више од 360 ледника. Највећи је Тасманов, који се налази на источној страни Маунт Кука. Дугачак је 27 км а широк више од 700 м. На источној страни Јужних Алпа су јос значајни ледници Марчисон, Мјулер и Годли. На западној страни су највећи Фокс и Франц Јозефов ледник. Северно острво има само неколико мањих ледника на вулкану Руапеху.
На вулканској висоравни се налази већи број гејзира, а највећи је Похуту, који баца млазеве преко 20 м у висину. У 19. веку су постојали много већи гејзири, али су ишчезли, као што су Ваиките и Ваироа. Вајмангу је био највећи гејзир на свету у време свог постојања (1901—1904).

### Живи свет
Око 80% врста биљака на Новом Зеланду су ендемичне. Велике површине острва су под шумама подокарпа и јужне букве. Подокарп је врста зимзеленог дрвета – голосеменице и формира шуме углавном у северним деловима Новог Зеланда. На крајњем северу Северног острва у овим шумама расте каури – џиновско дрво које нарасте до 50 м у висину. Шуме јужне букве су заступљене у јужнијим пределима острва. За Северно острво су карактеристична папратишта и шикаре. У њима расте већи број папрати (сребрнасте, дрвене итд) и разног жбунастог растиња. На Јужном острву су велике планинске површине под пашњацима и ниским жбуновима.
Животињски свет острва је веома специфичан. Пре доласка човека није било сисара, осим две врсте слепих мишева. Маори су са собом донели пса и полинезијског пацова. Због недостатка сисара, а самим тим и грабљивица, многе птице које су тражиле храну на земљи, изгубиле су способност летења, јер им то није било потребно. Од 149 врста птица на Новом Зеланду, њих 68 су ендемичне. Најпознатија птица Новог Зеланда је киви. Величине је кокошке, крила су му закржљала и не виде се, перје уско и дугачко смеђе боје, тако да личи на длаке, кљун дугачак са ноздрвама на врху, којима њуши храну у земљишту. Од свих птица снесе највеће јаје у односу на своје тело и мужјак лежи на њима и брине се о младунцима. Џиновска моа је била највећа птица на свету, висока 4 метра. Њу су истребили Маори јер је представљала огроман извор хране. Није се плашила људи, па јој је било лако прићи и убити је. Постојало је још двадесетак врста моа, али су биле доста мање. Друге познате птице нелетачице су такахе, века и пукеко, које припадају породици барских кока. Какапо ја највећа и једина врста папагаја на свету, која не лети. Маслинасто-зелене је боје, а гнезди се и спава у јазбинама из којих мужјак ноћу дозива женке. Кеа је такође папагај, али он лети и креће се у номадским јатима по планинским пределима Јужног острва. Туи је птица која најлепше пева на Новом Зеланду. Хуија је изумрла 1907. године и то је једина птица на свету код које су мужјак и женка имали тотално различите облике кљунова - мужјаков је био дебео и кратак, подесан за бушење стабла, а женкин дугачак, танак и савијен, којим је вадила црве из коре. Бројне су морске птице – жутооки и патуљасти пингвини, краљевски албатроси, зовоји, бурнице, блуне итд. Ендемних гмизаваца има 61 врста. То су гуштери скинкови и гекони. а туатара је живи фосил. Туатара или хатерија личи на гуштера, али припада посебној групи гмизаваца који су живели у доба диносауруса. Има треће око, чија функција није у потпуности позната, а мужјаци немају орган за размножавање. Има их око 100 хиљада на малим острвима дуж обале. Змија и копнених корњача нема. Водоземци су заступљени са 4 врсте примитивних репатих жаба, које не крекећу, немају пловних кожица ни ушију и не пролазе кроз стадијум пуноглавца, већ се из јаја излегу потпуно оформљене жабе. Речних риба има 35 врста и углавном су активне ноћу, док поред обала има велики број морских риба, од којих су за људе веома опасне беле ајкуле. Занимљиви бескичмењаци су огромни вета цврчци, који не лете, џиновски пужеви канибали, џиновске глисте дугачке преко метар, нелетећа мува и катипо паук, једина отровна животиња на Новом Зеланду. Због интродукције скоро свих европских врста сисара и птица, нарочито ловне дивљаци, ендемне новозеландске врсте су доведене на ивицу изумирања, а многе су већ и изумрле.